# Limnophila tetonicola
Limnophila tetonicola är en tvåvingeart som beskrevs av Alexander 1945. Limnophila tetonicola ingår i släktet Limnophila och familjen småharkrankar. Inga underarter finns listade i Catalogue of Life.